# Легіслатура штату Монтана
Легіслатура штату Монтана — законодавчий орган американського штату Монтана. Складається із Сенату, в якому 50 сенаторів і який є верхньою палатою, та із Палати представників, яка складається із 100 представників та є нижньою палатою.
Конституція штату Монтана встановлює, що легіслатура збирається на звичайні сесії не довші за 90 днів кожного непарного року. Основною роботою легіслатури є ухвалення збалансованого дворічного бюджету, який після цього має бути затверджений Губернатором. Легіслатура може створювати закони штату Монтана. Губернатор штату Монтана має право накладати вето на законопроєкти, але легіслатура може подолати це вето двома третинами голосів в кожній палаті.
Із моменту початку перебування Монтани в статусі штату, легіслатура поділялась за партійною лінією доволі рівномірно і збалансовано. Від моменту введення в дію чинної Конституції штату Монтана в 1972 році, яка ввела одномандатні виборчі округи вперше в історії штату, Сенат контролювався демократами протягом дев'яти дворічних сесій і республіканцями протягом тринадцяти. За той же самий період Палата представників контролювалась демократами протягом восьми дворічних скликань та республіканцями протягом десяти, а також було два скликання де було порівну демократів і республіканців. Відповідно до законів штату, якщо в якійсь з палат виникає ситуація коли є однакова кількість представників обох партій, то партією більшості вважається партія чинного Губернатора штату Монтана.
Сенаторів обирають на чотирирічні терміни, а представників на дворічні терміни. Існує обмеження кількості послідовних термінів у вісім років, тобто у два терміни для сенаторів та чотири для представників.
Легіслатура штату Монтана збирається в Капітолії штату Монтана в столиці штату, місті Гелена.